# Dömötör (családnév)
A Dömötör régi magyar családnév. Apanév, amely a Demeter ~ Dömötör régi egyházi személynévből jött létre. 2014-ben Magyarországon a 316. leggyakoribb családnév volt.

## Híres Dömötör családnevű személyek
- Dömötör Ákos (1938–1999) történész, etnográfus
- Dömötör Géza (1856–1900) pedagógiai író, az óvónőképző igazgatója
- Dömötör Gizella (1894–1984) festőművész
- Dömötör Gyula (1933) közgazdász, kenus
- Dömötör János (1843–1877) tanfelügyelő, teológiatanár, kritikus, költő, a Kisfaludy Társaság tagja
- Dömötör János (1889–1972) altábornagy
- Dömötör János (1922–2009) művészettörténész, muzeológus, országgyűlési képviselő
- Dömötör Károly (1832–1886) református lelkész
- Dömötör Pál (1770–1847) ügyvéd, táblabíró
- Dömötör Pál (1844–1920) költő, műfordító
- Dömötör Pál (1867–1935) szőlőtermelő, gazdasági tanácsos, földbirtokos
- Dömötör Pál (1868–1927) ipariskolai igazgató, okleveles gépészmérnök
- Dömötör Tekla (1914–1987) néprajzkutató
- Dömötör Sándor (1894–1970) politikus, országgyűlési képviselő
- Dömötör Sándor (1908–1986) néprajzkutató
- Dömötör Sándor (1973) zenész
- Dömötör Zoltán (1935–2019) vízilabdázó, úszó, edző